# ナーン国立博物館

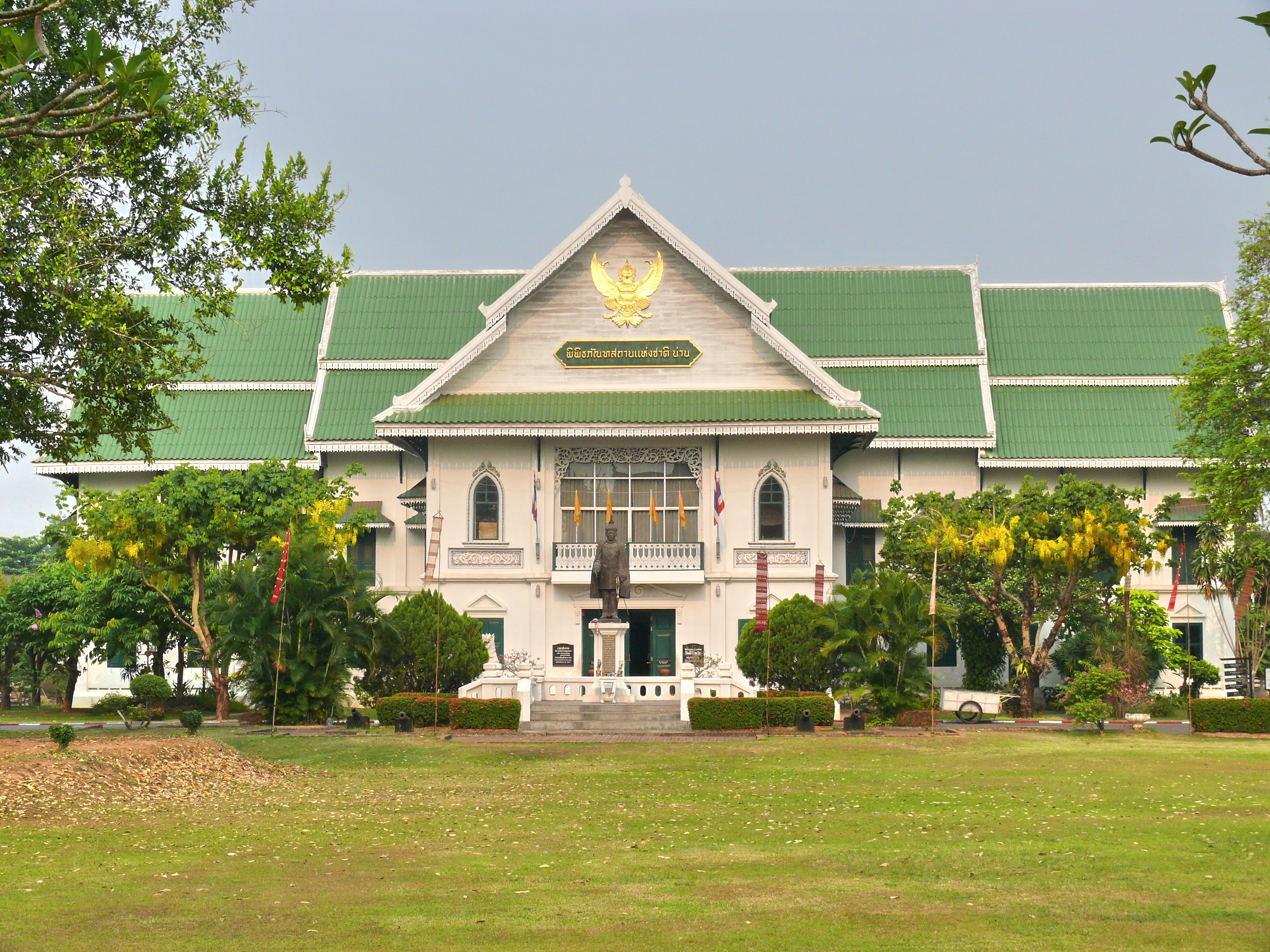
ナーン国立博物館

ナーン国立博物館 (タイ語: พิพิธภัณฑสถานแห่งชาติ น่าน、英語:Nan National Museum) はタイ王国ナーン県にある国立博物館。1987年開館。

## 概要
ナーン国立博物館の本館は、もともとナーン領主スリヤポン・パリッティデートが1903年に建設したレンガ造り二階建ての邸宅。1931年ナーン領主マハープローム・スラターダーが亡くなり、ナーン王朝が廃止されると、ナーン領主の子孫は邸宅と土地を県庁として利用するために政府に譲り渡した。その後タイ内務省が新庁舎を建設することになり、1974年旧庁舎は博物館として使用するために芸術局に移管された。しかし、予算不足のために博物館としての整備が進まず、1987年8月14日になってようやく国立博物館として開館した。

## 所在地
ナーン県 ムアンナーン郡 タムボン・ナイウィエン パーゴーン通り
(ถนนผากอง ตำบลในเวียง อำเภอเมือง จังหวัดน่าน 55000）

## 開館
- 開館時間: 08:30‐16:30
- 閉館日:月、火、祝日

## 施設

### 一階展示室
一階展示室は玄関ホールに受付があり、入館チケット、研究書、民芸品などが販売され、大広間の抜けた北側背部の翼館には、ナーン県に居住する北タイ民族および生活・習俗についての展示が行われている。

### 二階展示室
二階展示室は、大広間ではナーン県の地理学、南北の部屋では考古学、歴史学に関する展示をしている。ナーン朝で代々王朝を象徴する『黒象牙』を見ることができる。